# El Doctor (1991)
El Doctor es una película estadounidense de 1991 dirigida por Randa Haines. Está basada en una versión libre del libro del Dr. Edward Rosenbaum 1988, A Taste Of My Own Medicine. El protagonista es William Hurt, como Jack MacKee, un doctor que experimenta una transformación en su visión de la vida, de la enfermedad y de las relaciones humanas.

## Sinopsis
El Dr. Jack McKee es un cirujano exitoso en un hospital principal. Él y su mujer tienen todas las características de personas exitosas, a pesar de que Jack trabaja tantas horas que raramente tiene tiempo para ver a su hijo y ha descuidado emocionalmente a su mujer. Su "trato con los pacientes", en muchos casos gravemente enfermos, es también bastante deficiente. Su actitud en el quirófano es muy casual, habla en voz alta del país, de rock, la charla entre él y su socio, el Dr. Murray Kaplan, no es particularmente profesional. (Cuándo una paciente con una cicatriz de pecho menciona que su marido no se le acerca, Jack responde que le tiene que decir que es justo como una "modelo Playboy de páginas centrales, porque tiene las marcas de grapa para probarlo.")

## Reparto
- William Hurt como el Dr. Jack McKee
- Christine Lahti como Anne Pulisic de McKee.
- Elizabeth Perkins como June Ellis.
- Mandy Patinkin como el Dr. Murray Kaplan
- Adam Arkin como el Dr. Eli Bloomfield
- Charlie Korsmo como Nicky McKee Pulisic.
- Wendy Crewson como la Dra. Leslie Abbott
- Bill Macy como el Dr. Al Cade
- J. E. Freeman como Ralph.

## Producción
Warren Beatty fue originalmente anunciado para el papel principal.

## Recepción
La película obtuvo calificaciones positivas. Sostuvo un favorable 85% de índice en la web de películas de Rotten Tomatoes hasta 2013.

## Taquilla
La película tuvo un éxito de taquila modesto, produjo U$38 millones en los EE. UU.

## Premios (nominaciones)
- Young Artist Award para Mejor Largometraje Familiar Mejor - Obra